# Evonne Goolagongová
Evonne Fay Goolagongová-Cawleyová (* 31. července 1951 Griffith, Nový Jižní Wales) je bývalá australská profesionální tenistka a ženská světová jednička ve dvouhře. Za svou kariéru vyhrála čtrnáct Grand Slamů, z toho sedm ve dvouhře, šest ve čtyřhře a jeden v mixu. V letech 1974–1977 dokázala na Australian Open vyhrát čtyřikrát v řadě jak dvouhru, tak i ženskou čtyřhru. V letech 1971, 1973 a 1974 byla členkou australského týmu, který triumfoval v Poháru federace.
V letech 1974 a 1976 vyhrála závěrečný Turnaj mistryň pro nejlepší hráčky sezóny.

## Soukromý život
Pochází z domorodé australské rodiny Aboriginců. Vyrůstala společně se sedmi sourozenci na malém venkovském městě Barellan v Novém Jižním Walesu. Od útlého věku hrála tenis. Když jí bylo 16 let, přijel se na její talent podívat Vic Edwards, majitel tenisové školy v Sydney, který dostal tip od dvou svých asistentů a okamžitě rozpoznal její nadání. Evonne s ním odjela do Sydney, kde dokončila v roce 1968 střední školu, ale především se plně věnovala tenisu v Edwardsově tenisovém centru.
V průběhu své kariéry se provdala (1975) za britského profesionálního tenistu Rogera Cawleye. V roce 1983 se manželé usadili ve floridském Naples. Po osmi letech se vrátili do Austrálie, do Noosa Heads v Queenslandu, kde vychovali dceru Kelly (1977) a syna Morgana (1981).
V roce 1972 byla oceněna Řádem britského impéria (MBE) a roku 1982 obdržela Řád Austrálie (AO). V roce 1988 byla uvedena do Mezinárodní tenisové síně slávy a roku 2002 jmenovaná kapitánkou australského fedcupového týmu.

## Finále na Grand Slamu

### Dvouhra

#### Vítězka (7)
| Rok  | Turnaj                         | Finalistka                 | Výsledek      |
| 1971 | French Open                    | Helen Gourlayová Cawleyová | 6–3, 7–5      |
| 1971 | Wimbledon                      | Margaret Courtová          | 6–4, 6–1      |
| 1974 | Australian Open                | Chris Evertová             | 7–6, 4–6, 6–0 |
| 1975 | Australian Open (2)            | Martina Navrátilová        | 6–3, 6–2      |
| 1976 | Australian Open (3)            | Renáta Tomanová            | 6–2, 6–2      |
| 1977 | Australian Open (prosinec) (4) | Helen Gourlayová Cawleyová | 6–3, 6–0      |
| 1980 | Wimbledon (2)                  | Chris Evertová             | 6–1, 7–6      |

#### Finalistka (11)
| Rok  | Turnaj          | Vítězka             | Výsledek      |
| 1971 | Australian Open | Margaret Courtová   | 2–6, 7–6, 7–5 |
| 1972 | Australian Open | Virginia Wadeová    | 6–4, 6–4      |
| 1972 | French Open     | Billie Jean Kingová | 6–3, 6–3      |
| 1972 | Wimbledon       | Billie Jean Kingová | 6–3, 6–3      |
| 1973 | Australian Open | Margaret Courtová   | 6–4, 7–5      |
| 1973 | US Open         | Margaret Courtová   | 7–6, 5–7, 6–2 |
| 1974 | US Open         | Billie Jean Kingová | 3–6, 6–3, 7–5 |
| 1975 | Wimbledon       | Billie Jean Kingová | 6–0, 6–1      |
| 1975 | US Open         | Chris Evertová      | 5–7, 6–4, 6–2 |
| 1976 | Wimbledon       | Chris Evertová      | 6–3, 4–6, 8–6 |
| 1976 | US Open         | Chris Evertová      | 6–3, 6–0      |

### Ženská čtyřhra

#### Vítězka (6)
| Rok  | Turnaj                         | Spoluhráčka                | Finalistky                                             | Výsledek      |
| 1971 | Australian Open                | Margaret Courtová          | Jill Emmersonová Lesley Huntová                        | 6–0, 6–0      |
| 1974 | Australian Open (2)            | Peggy Michelová            | Kerry Harrisová Kerry Melville Reidová                 | 7–5 6–3       |
| 1974 | Wimbledon                      | Peggy Michelová            | Karen Krantzckeová Helen Gourlayová Cawleyová          | 2–6, 6–4, 6–3 |
| 1975 | Australian Open (3)            | Peggy Michelová            | Olga Morozovová Margaret Courtová                      | 7–6, 7–6      |
| 1976 | Australian Open (4)            | Helen Gourlayová Cawleyová | Renáta Tomanová Lesley Turnerová Bowreyová             | 8–1           |
| 1977 | Australian Open (prosinec) (5) | Helen Gourlayová Cawleyová | Kerry Melvilleová Reidová Mona Schallauová Guerrantová | bez boje      |

### Smíšená čtyřhra

#### Vítězka (1)
| Rok  | Turnaj      | Spoluhráč   | Finalisté                             | Výsledek |
| 1972 | French Open | Kim Warwick | Françoise Durrová Jean Claude Barclay | 6–2, 6–4 |

#### Finalistka (1)
| Rok  | Turnaj    | Spoluhráč   | Vítězové                        | Výsledek |
| 1972 | Wimbledon | Kim Warwick | Rosemary Casalsová Ilie Năstase | 6–4, 6–4 |